# イッズッディーン・サリーム

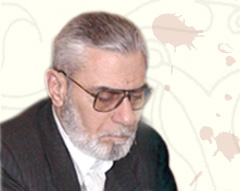
イッズッディーン・サリーム

イッズッディーン・サリーム（アラビア語: عز الدين سليم,  1943年3月23日 - 2004年5月17日）、本名アブドゥッザフラー・オスマーン・モハンマドは、イラクの政治家。
シーア派（十二イマーム派）に属し、シーア派系のイスラム主義政党ダアワ党系の政党、ダアワ・イスラム党の党首であるとともに、哲学者、思想家、政治運動家としても知られ、イスラムの学問を修めたウラマーでもあった。
サリームはバスラに生まれ、19歳のときダアワ党に入党した。のちにバアス党が政権を確立しダアワ党を弾圧し始めると、20代でクウェート、ついでイランに亡命し、1982年にイランに亡命したイラクのシーア派諸政党がイラク・イスラム革命最高評議会を結成するとこれに参加した。イランでは新聞の執筆者として働く一方、シーア派のイスラム法学を修めてムジュタヒドの資格を得た。
2003年のイラク戦争でサッダーム・フセイン政権が倒壊するとイラクに帰国し、7月にイラク人諸派の代表者によりイラク統治評議会が召集されるとそのメンバーとなった。2004年5月1日に統治評議会議員の輪番による評議会議長の座に就任したが、5月17日にバグダードの連合国暫定当局検問所前で起こった自爆テロにより暗殺された。